# Ravne pri Cerknem
Ravne pri Cerknem este o localitate din comuna Cerkno, Slovenia, cu o populație de 183 de locuitori.